# Tizenkét okos ember
A Tizenkét okos ember az RTL 2025-ben induló vetélkedő műsora.
A műsor kezdési időpontját homály fedi. A forgatás 2025. április 3-án elkezdődött.[forrás?]

## Története
2025. április 3-án az RTL a Fókuszban bejelentette, hogy Majka műsorvezetésével új vetélkedő érkezik Tizenkét okos ember címen.

## A műsor menete
A stúdióban van 12 darab szék, 12 játékos foglal majd ott helyet, kisorsoljuk, hogy ki jöjjön játszani. Nagyon egyszerű a játék, mert 12 állításról kell eldöntenie a játékosnak, hogy igaz, vagy hamis. Számos lehetőség van arra az agyában, hogy kigondolja, vajon mi a jó válasz. Viszont nem feltétlenül kell, hogy mindent tudjon. Ebben a vetélkedőben nem igazán az legfontosabb, hogy tudja a játékos az összes állításra a helyes választ. A legfontosabb itt az, hogy tudja, hogy mit tud, és mit nem. Lehet, hogy a válaszai rosszak, de ez nem feltétlenül jelenti azt, hogy nem nyer pénzt. A 12 állításból ha eldönti, hogy hét és kilenc között volt a helyes válasz nála, akkor akár nyerhet három millió forintot is, de ha elég vakmerő ahhoz, hogy megtippelje, hogy mind a 12 állítást helyesen tudta, akkor akár 12 millió forintot is nyerhet

## Évadok
| Évad | Évad | Részek száma | Részek száma | Eredeti sugárzás | Eredeti sugárzás | Eredeti adó |
| Évad | Évad | Részek száma | Részek száma | Évadbemutató     | Évadzáró         | Eredeti adó |
| ---- | ---- | ------------ | ------------ | ---------------- | ---------------- | ----------- |
|      | 1.   | —            | —            | n. a.            | n. a.            |             |